# Феоклит II (архиепископ Афинский)
Архиепи́скоп Феокли́т II (греч. Αρχιεπίσκοπος Θεόκλητος Β΄, в миру Феоклитос Панайото́пулос, греч. Θεόκλητος Παναγιωτόπουλος; 1890, Димитсана — 8 января 1962, Афины, Греция) — Архиепископ Афинский и всей Эллады; предстоятель Элладской православной церкви (1957 — 1962).

## Биография
Родился в 1890 году в Димитсане. Закончил богословский факультет Афинского университета.
После рукоположения в сан иерея с 1914 по 1923 годы служил священником в Ламии.
С 1923 по 1924 годы занимал должность старшего секретаря Священного Синода Элладской православной церкви.

## Епископское служение

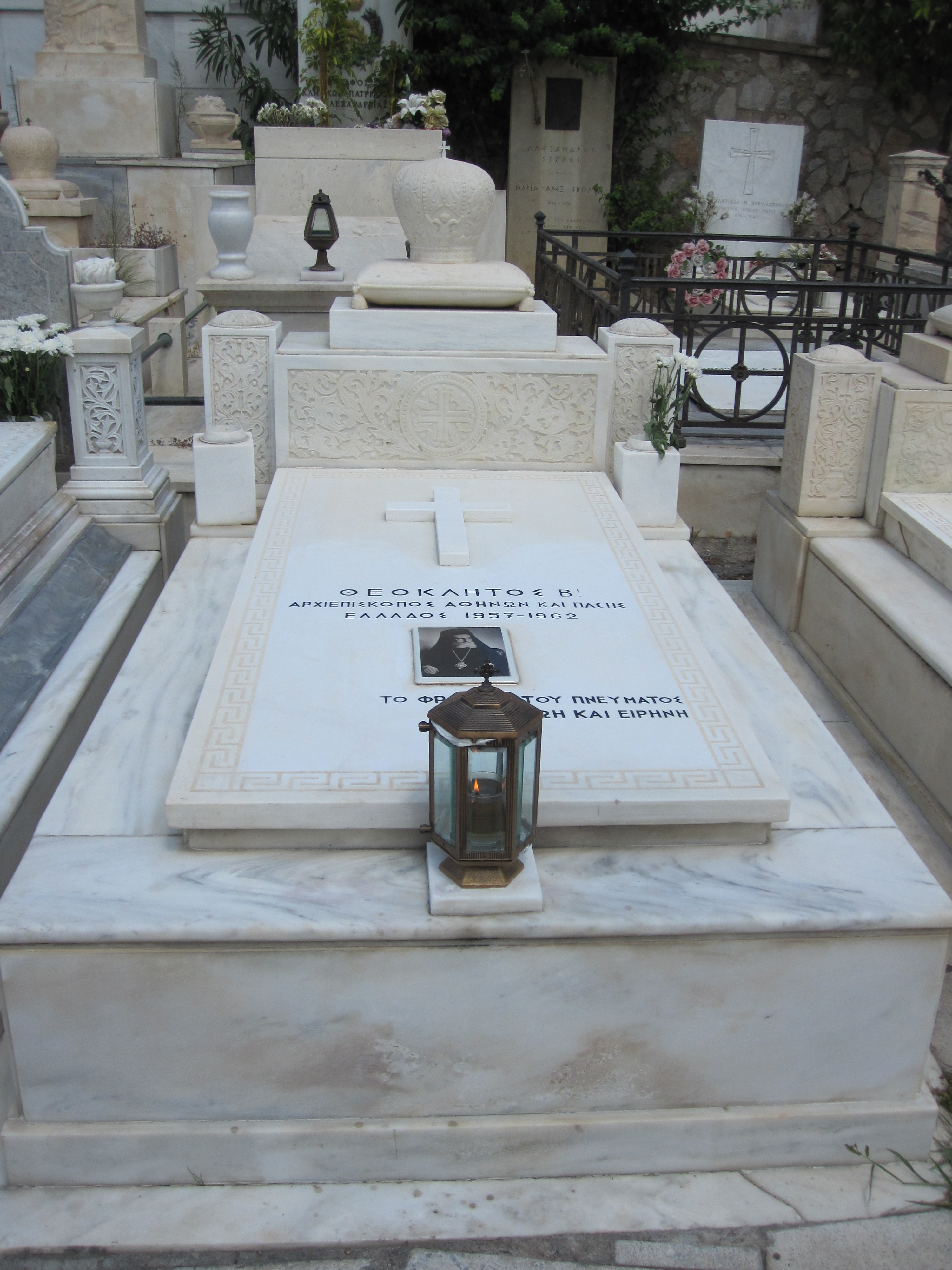
Гробница архиепископа на Первом афинском кладбище

В 1924 году избран и рукоположён в сан епископа на викарную Ставрупольскую кафедру, а в 1931 году перемещён управляющим Калавритской и Эгиалийской митрополией.
В 1944 году избран митрополитом Патрским.
7 августа 1957 года на соборе Элладской православной церкви избран Архиепископом Афинским.
4 сентября 1961 года архиепископ Феоклит II был на приёме в американском посольстве в Афинах и спустя месяц заболел «тяжёлой формой гриппа», поразившей «область головного мозга». Скончался 8 января 1962 года в Афинах. Погребён на Первом афинском кладбище.